# Henning Vilén
Henning Vilén (født 4. marts 1940) er en dansk sanger, sanglærer og organist.
Han debuterede i 1974 med Marias øjne og fik året efter sit gennembrud med Elefantsangen. Gennem årene har han optrådt ved byfester og revyer, ligesom han har medvirket i Dansk Melodi Grand Prix.
Han har indspillet mere end 150 titler og har desuden været pladeproducent.

## Diskografi
- Telefonen (1976)
- Jul Med Henning Vilén (1976)
- Elefantsangen (1977)
- Henning Vilén Synger Julen Ind (1977)
- En På Harmonikassen Med Henning Vilén Og Hans Besætning (1977)
- I Skovens Dybe Stille Ro (1978)
- Jul Med Familien (1980)